# Жиротто, Андрей
Андрей Жиротто (порт. Andrei Girotto; род. 17 февраля 1992, Бенту-Гонсалвис, Риу-Гранди-ду-Сул) — бразильский футболист, выступающий на позиции защитника или опорного полузащитника в саудовском клубе «Аль-Таавун».

## Клубная карьера
Андрей Жиротто родился в Бенту-Гонсалвисе (штат Риу-Гранди-ду-Сул). В 2010 году он дебютировал за взрослую команду «Метрополитано». Проведя недолгое время на правах аренды в клубе «Эрсилиу Лус» в 2011 году, Жиротто смог закрепиться в основном составе «Метрополитано», играя ключевую роль в своей команде в Лиге Катариненсе 2013. По итогам сезона его команде удалось добиться права выступать в Серии D.
26 апреля 2013 года Жиротто перешёл в «Америку Минейро», подписав контракт до декабря 2014 года. 1 июня он дебютировал за этот клуб, выйдя на поле в гостевом матче против «Палмейраса», проходившем в рамках Серии B и закончившемся победой его команды со счётом 1:0. 5 июля Жиротто впервые забил за «Америку», при этом сделав это дважды. Его дубль принёс его команде ничью (2:2) в домашнем матче с «Параной».
20 декабря 2014 года Жиротто подписал однолетний контракт с клубом бразильской Серии А «Палмейрасом». 1 июля 2015 года он дебютировал в главной бразильской лиге, заменив полузащитника Ароуку в домашнем победном (2:0) матче против «Шапекоэнсе». 23 августа Жиротто забил свой первый гол в Серии A , в выездной игре с «Атлетико Минейро», которая тем не менее закончилась поражением его команды со счётом 1:2.
18 декабря 2015 года у Жиротто закончился контракт с «Палмейрасом», и он решил попровать свои силы за границей, перейдя в японский клуб «Киото Санга». 4 января 2017 года он подписал контракт сроком на один сезон с «Шапекоэнсе».
12 августа 2017 года клуб французской Лиги 1 «Нант» объявил о подписании с Жиротто четырёхлетнего контракта. 16 сентября 2017 года он забил свой первый гол за «Нант» в официальных соревнованиях, поразив ворота «Кана» с расстояния более 27 метров. Игра проходила в рамках Лиги 1 и закончилась победой «Нанта» со счётом 1:0.
6 августа 2023 года Жиротто перешёл в саудовский клуб «Аль-Таавун», подписав с ним двухлетний контракт. Спустя ровно неделю он дебютировал за него в матче против «Аль-Фатеха», в котором он также забил гол. Игра закончилась вничью 1:1.

## Достижения
«Палмейрас»
- Обладатель Кубок Бразилии: 2015[англ.]

«Шапекоэнсе»
- Чемпион штата Санта-Катарина: 2017

«Нант»
- Обладатель Кубка Франции: 2021/2022[12]